# 南金六町

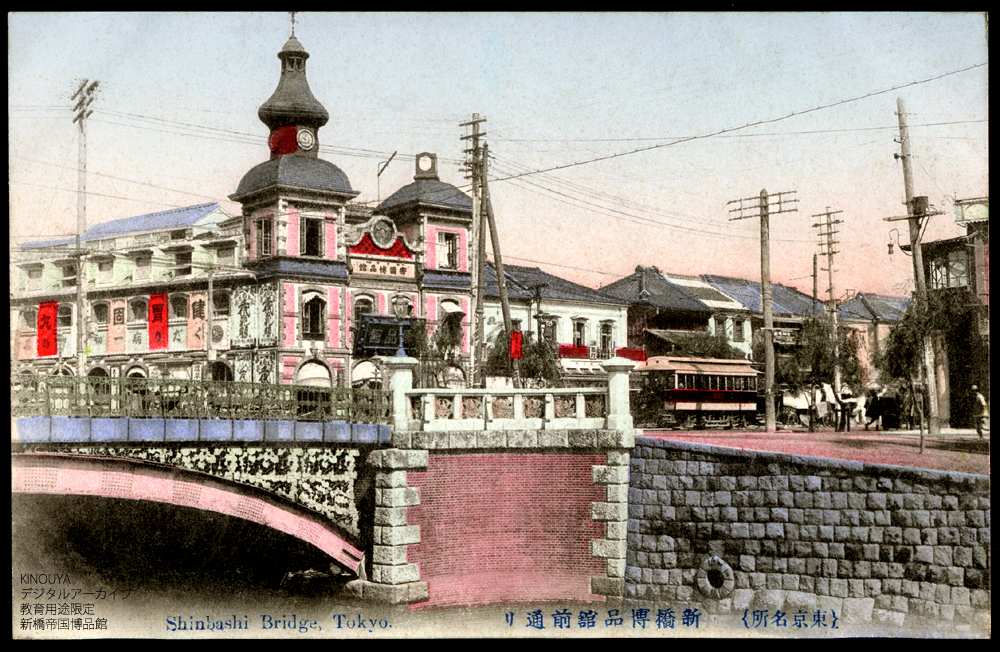
博品館（南金六町4番地）、新橋および汐留川（1910年前後）。

南金六町（みなみきんろくちょう）は、1872年（明治5年） - 1930年（昭和5年）3月4日に、東京府東京市京橋区にかつて存在した町丁である。現在の東京都中央区銀座8丁目7番地から同10番地のうち、東を三原通り、西を西五番街に挟まれた部分の南半分にあたる。旧町名芝口金六町（しばぐちきんろくちょう）、それ以前は出雲町（いずもちょう）の南部分であった。

## 地理
京橋区の最南部に位置する。1872年（明治5年）の銀座大火後に煉瓦街対象となった地域である。平坦な土地であり、住居や商店が立ち並んだ。
東は三十間堀川（のちに埋立・消失）を隔てて木挽町7丁目（のちの木挽町8丁目）が、西には日吉町が隣接している。北は出雲町が、南は汐留川（のちに埋立・消失）を隔てて芝区芝口1丁目（現在の新橋1丁目）と隣接しており、汐留川には「新橋」が架かっている。「南金六町」に丁目はなく、1番地から15番地まであり、1番地から13番地は北西から南東に向けて順に並ぶが、14番地および15番地は1番地の西側にある。。

### 河川
- 三十間堀川 - 1953年（昭和27年）埋立完了・消滅
- 汐留川 - 1963年（昭和38年）埋立完了・消滅

### 橋梁
- 新橋 - 現在の同名の地名・駅名の由来となった橋、汐留川に架かり同町と芝口一丁目を結ぶ、川とともに消滅
- 出雲橋 - 三十間堀川に架かり、同町の北に隣接する出雲町と木挽町を結ぶ、川とともに消滅

## 歴史

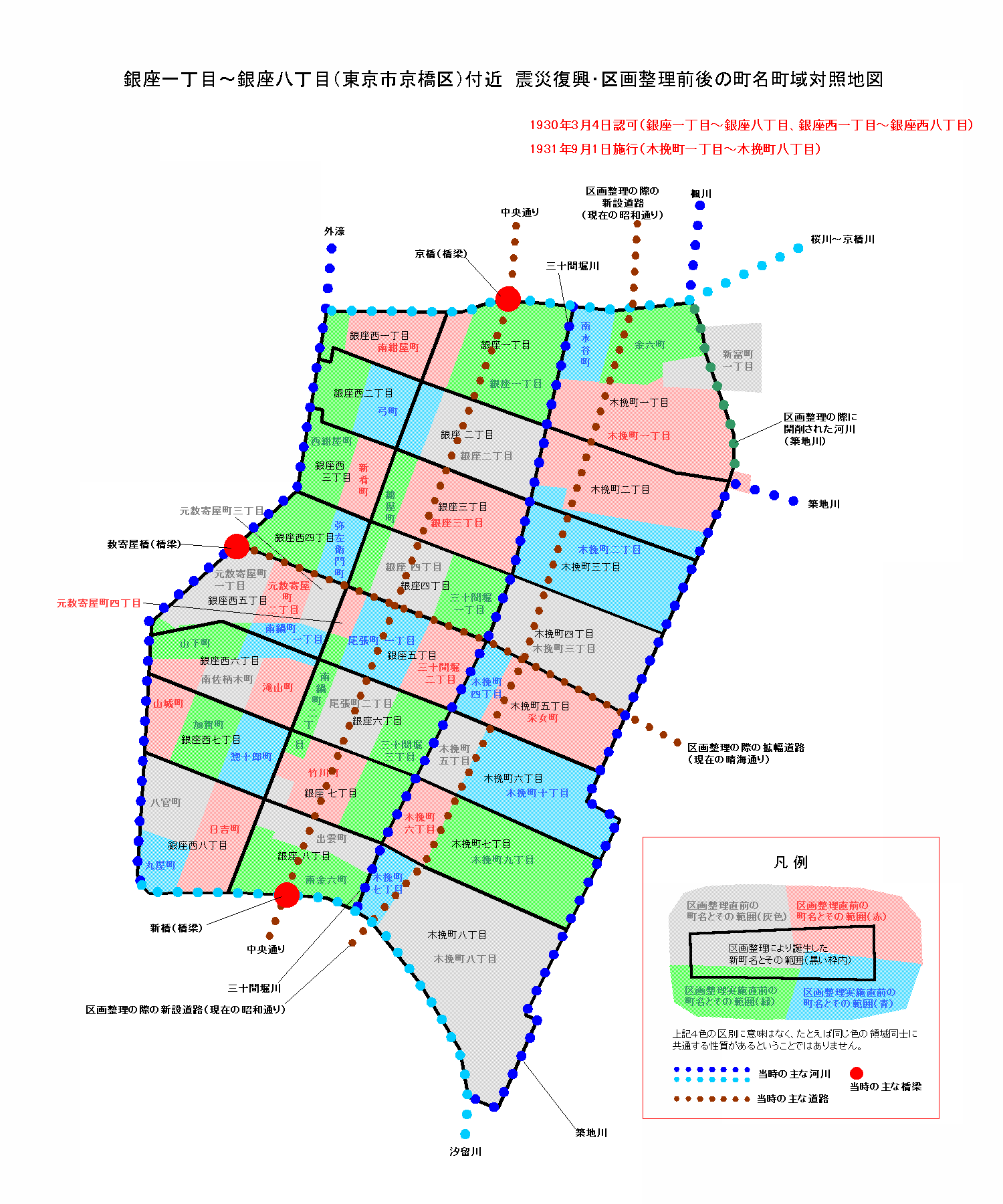
区画整理実施前後の町名町域対照地図（1930年3月）

そもそも江戸期には、東海道の起点から見て芝地域への入口に位置し、汐留川にかかる新橋（芝口橋）の両岸で「芝口」を冠した地域である。当時、隣接して存在した幕府拝領地「金春屋敷」をやがて併合し、同屋敷の下女たちに端を発する「金春芸者」あるいは「新橋芸者」と呼ばれる芸妓の本拠地であった。
1872年（明治5年）の銀座大火以降、銀座煉瓦街が建って近代化が進み、「日本初」の近代的建築物、店舗がこの地に登場する。「日本初のビアホール」である「恵比寿ビヤホール」が1899年（明治32年）に5番地（現在の銀座8丁目9番11号）に、「日本初の映画専門館」と「日本初の撮影所」を開いた「日本最古の映画会社」である吉沢商店は13番地（現在の銀座8丁目10番8号）に田中久重が1875年（明治8年）に9番地（現在の銀座8丁目9番15号）に開いた工場は、「東芝発祥の地」とされている。このほか、1894年（明治27年）には3番地（現在の銀座8丁目8番8号）に千疋屋フルーツパーラーが、1899年には4番地（現在の銀座8丁目8番11号）に帝国博品館勧工場が建つ。なお、「日本初のカフェー」とされるカフェー・プランタンが現在の銀座8丁目9番16号にあったが、関東大震災後に日吉町から移転してきたものである。

1923年（大正12年）9月1日、関東大震災を経て、1930年（昭和5年）3月4日には、北に隣接する「出雲町」とともに「銀座八丁目」に改称し、「南金六町」の町名は消滅していくが、2012年（平成24年）5月現在、「南金六町」の時代から同地に残る店舗がいくつかある。「銀座千疋屋」は1999年（平成11年）に銀座5丁目の店舗に統合されて撤退するが、それを除いても、青柳総本店は「青柳ビル」として、帝国博品館勧工場は「博品館」として、銀座天國は建物を替えてそのままに、金春湯も同様に現在も営業している。

### 地名の由来
江戸期に京橋川の南に芝田金六が長屋を開き、1657年（明暦3年）の明暦の大火の後に一帯を「京橋金六町」（のちの木挽町1丁目、現在の銀座1丁目のうち昭和通りより東部分）と称するようになり、その飛地と考えられている。芝田金六の名が由来である。

### 沿革
- 1710年（宝永7年）、芝口御門造営のため「出雲町」の南部分が接収される[2]
- 1725年（享保9年）、芝口御門火災により焼失、その後跡地に再度つくられた町を「芝口金六町」とする（町域の始まり）[2]
- 1868年（明治元年）、東京府の成立
- 1869年（明治2年）、「三十間堀八丁目」を「芝口金六町」と「出雲町」に編入、同年、「芝口北紺屋町」に旧幕府拝領地「金春屋敷」を合併[5]
- 1872年（明治5年）、銀座大火、同年、「芝口金六町」に「芝口北紺屋町」等を編入し「南金六町」と改称
- 1877年（明治10年）、同町域を含めた銀座煉瓦街完成
- 1878年（明治11年）11月2日、郡区町村編制法により京橋区が設置され同区域とされる
- 1889年（明治22年）5月1日、東京市の成立
- 1923年（大正12年）9月1日、関東大震災
- 1930年（昭和5年）3月4日、「出雲町」とともに「銀座八丁目」に改称（町名の消滅）

## 交通

### 鉄道
- 東京市電金杉線・本通線 - 新橋駅 （現在の博品館前に位置）
- 鉄道省 - 新橋停車場（のちの汐留駅、1986年廃止、隣接する汐留川の対岸に位置）

### 道路
- 1號國道 - 現在の国道15号

## 番地ごとの施設
カッコ内は現在の住居表示「銀座8丁目」以下の地番。
- 1番地 （現・8番10号） - 佐竹袋物店
- 2番地 （現・8番9号）
- 3番地 （現・8番8号） - 千疋屋フルーツパーラー（1894年 - 1999年 5丁目店に統合・撤退）[6]、青柳総本店（現在の青柳ビル）
- 4番地 （現・8番11号） - 帝国博品館勧工場 （1899年、その後復活、博品館として現存）、三銀陶器店、大徳帽子

- 5番地 （現・9番11号） - 恵比寿ビヤホール （カフエーシンバシ、1899年 - ）[7]、繁松亭[8]、銀座天國（1924年 - 現存）[9]
- 6番地 （現・9番12号） - 電友社（出版社、加藤木重教）
- 7番地 （現・9番13号） - 日米商店売捌所 （宇都宮回漕店内、1899年）
- 8番地 （現・9番14号） - 東京煉瓦通（5番地-10番地）
- 9番地 （現・9番15号） - 田中製造所（1875年、東芝発祥の地）
- 10番地 （現・9番16号） - 西沢旅館（現在の長崎センタービル、1階にカフェーパウリスタ）、カフェー・プランタン
- 11番地 （現・10番6号）
- 12番地 （現・10番7号）
- 13番地 （現・10番8号） - 吉沢商店 [10][11]

- 14番地 （現・7番5号） - 金春湯（1863年 - 現存）[12]、月岡芳年居宅
- 15番地 （現・7番13号） - 東新商店（安成三郎）、ニコニコ倶楽部（大正年間）[13][14]、のちに銀座全線座（現在の銀座国際ホテル）

天下堂デパートは、南金六町1番地の北隣「出雲町2番地」、精養軒西店は「采女町」、当時のカフェーパウリスタは現在と異なり「南鍋町」にあった。

## 史跡
- 芝口御門跡 - 13番地（現在の銀座8丁目10番8号）に遺跡
- 金春屋敷跡 - 14・15番地（現在の銀座8丁目7番5号・13号）に遺跡